# Michal Čepelka
Michal Čepelka (* 20. září 1986 Broumov) je český politik, kreativec, grafik a univerzitní pedagog, člen Pirátů.

## Život
Vystudoval obor grafická tvorba – multimédia na Univerzitě Hradec Králové (získal titul MgA.). Následně učil pět let na střední škole pro studenty především s poruchou sluchu (odborný výcvik – grafický design). Podílel se na obnovení chodu Bia Central (původně Artkina Centrál) jako grafik a promítač. Spoluzakládal kulturní centrum a ateliéry Artičok. Několik let se pohyboval v Brně, kde studoval Fakultu výtvarných umění Vysokého učení technického v Brně a pracoval v reklamní agentuře.
V roce 2019 se vrátil do Broumova na Náchodsku, odkud pochází. Živí se jako grafik a kreativec na volné noze, je lektorem na Katedře výtvarné kultury a textilní tvorby Pedagogické fakulty Univerzity Hradec Králové. Zároveň studuje doktorské studium na Univerzitě Palackého v Olomouci se zaměřením na výtvarnou výchovu.
V roce 2020 spoluzaložil spolek BrauNOW, jehož je předsedou. Spolek se věnuje veřejnému prostoru ve městě a jeho okolí, organizování kulturních akcí se zaměřením na architekturu, design a volné umění, edukační a poradenské činnosti.

## Politické působení
V komunálních volbách v roce 2014 kandidoval jako nestraník za hnutí Nestraníci do zastupitelstva města Broumov, ale neuspěl. V roce 2020 se stal členem Pirátů. V krajských volbách v roce 2020 kandidoval za Piráty do zastupitelstva Královéhradeckého kraje, ale neuspěl.
Ve volbách do Poslanecké sněmovny PČR v roce 2021 kandidoval jako člen Pirátů na 3. místě kandidátky koalice Piráti a Starostové v Královéhradeckém kraji, ale neuspěl. Získal však 3. nejvyšší počet hlasů mezi pirátskými kandidáty - po Martinu Jiránkovi a Filipu Jirouškovi. V komunálních volbách v roce 2022 v Broumově kandidoval za vítězné uskupení Broumovská vlna na 3. místě. Byl zvolen do zastupitelstva města a následně do městské rady.